# إصابات كبار السن
إصابات الكبار تعني إصابة عرضية تحدث لشخص كبير في العمر. أهم ثلاثة حوادث عرضية مسببة للوفاة لدى كبار السن هي: السقوط (يساوي ما يقارب 40% من الوفيات بسب الحوادث العرضية في هذه الفئة العمرية), التصادم والحروق.

## الميكانيكية الحيوية للإصابة
الهبوط الحاد في وظيفة الجهاز العصبي المركزي يقود إلى فقدان استقبال الحس العميق أو التناسق الحسي الجسدي، التوازن والتناسق الحركي الكلي بالإضافة إلى تقليل تناسق حركة العين مع اليدين ووقت ردة الفعل وعدم الثبات في المشي. هذه التغييرات الهدامة عادةً ما تتصاحب مع خشونة في المفاصل (أمراض تآكل المفاصل) مما يؤدي إلى تقليل في مدى الحركة للرأس والعنق و الأطراف. أيضا كبار السن غالبًا ما يتناولون العديد من الأدوية من أجل السيطرة على عدة أمراض وحالات طبية. الأعراض المصاحبة لبعض هذه الأدوية قد تؤدي إلى إلى إصابة أو تزيد من حدة إصابة سابقة، كمثال الشخص المتعاطي للعلاجات المسيلة للدم قد يواجه نزيف دموي دماغي إذا ما تعرض لإصابة رأس صغيرة. هذه الفعاليات مجتمعة قد تعرض بصورة أكبر كبار الصن للإصابات والحوادث. كلا من نسبة إصابة الحوادث والسقوط و شدة مضاعفتهما تزداد من تقدم العمر.

## التغييرات الفيسيولوجية لدى كبار السن
افتراضيًا تعاني جميع الأعضاء في الجسم إلى انخفاضات في الوظيفة نتيجة زيادة العمر.
أحد الأمثلة هو هبوط وظيفة الجهاز الدوري الدموي بسبب تضخم عضلات القلب. قد يؤدي هذا إلى الإستسقاء الرئوي أو هبوط في عضلة القلب.
ضمور الدماغ يزداد في التسارع في حدود السبعين من العمر مما يؤدي إلى نقص حاد في حجم الدماغ. و بما أن الجمجمة لا تنقص في حجمها، تصبح هناك مساحة واسعة بين الإثنين مما يعرض كبار السن لفرصة أعلى للأورام الدموية في الدماغ بعد إصابات الرأس. نقص حجم الدماغ قد يؤدي إلى نقص في النظر والسمع و الحالة الذهنية. 

## وبائيات
كبار السن هم أكثر عامل سكاني ينمو بشكل سريع في الدول المتطورة. على الرغم من تعرضهم لإصابات وحوادث أقل من الأطفال والشباب إلى أنه نسب الوفيات من الحوادث والإصابات أعلى في فئة كبار السن مقارنة بالأطفال والشباب. في الولايات المتحدة الأمريكية تمثل هذه الفئة العمرية ما يقارب 14% من جميع الإصابات العرضية يمثل السقوط الأغلبية منها.